# Barbora Bálková

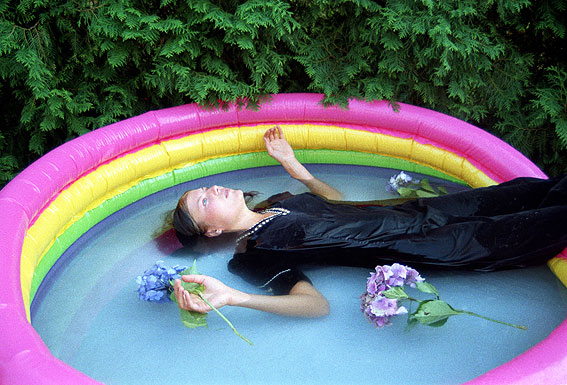
Barbora Balek: Sebevraždy – Ofélie, 2004

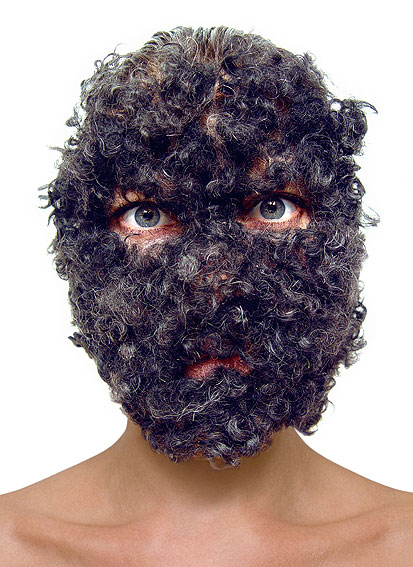
Barbora Balek: Masky – Chlupatá, 2005

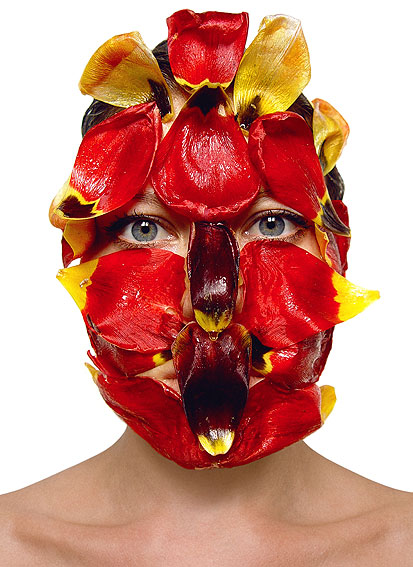
Barbora Balek: Masky – V řeči květů, 2005

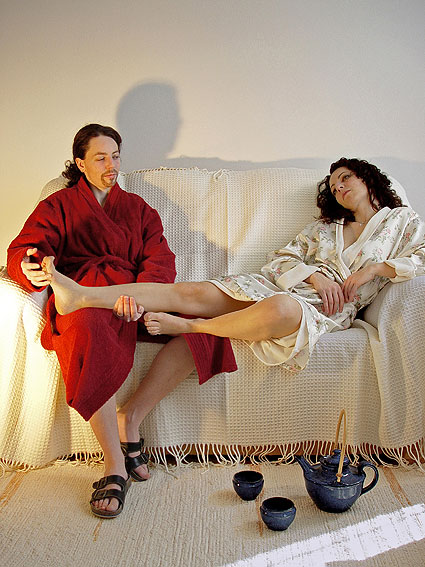
Barbora Balek: Ideální situace – Budeme pít čaj, 2006

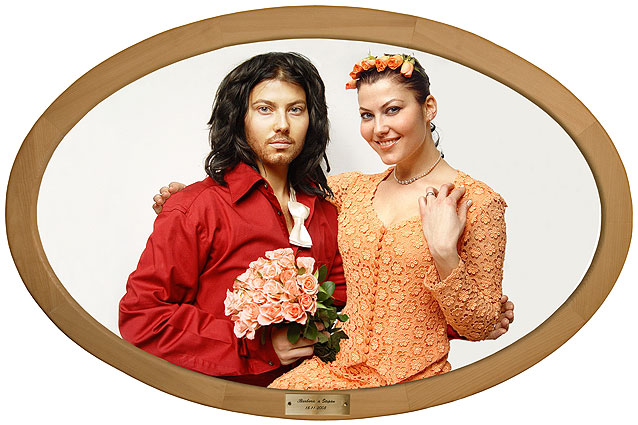
Barbora Balek: Evě Adam – Barbora + Štěpán, 2006

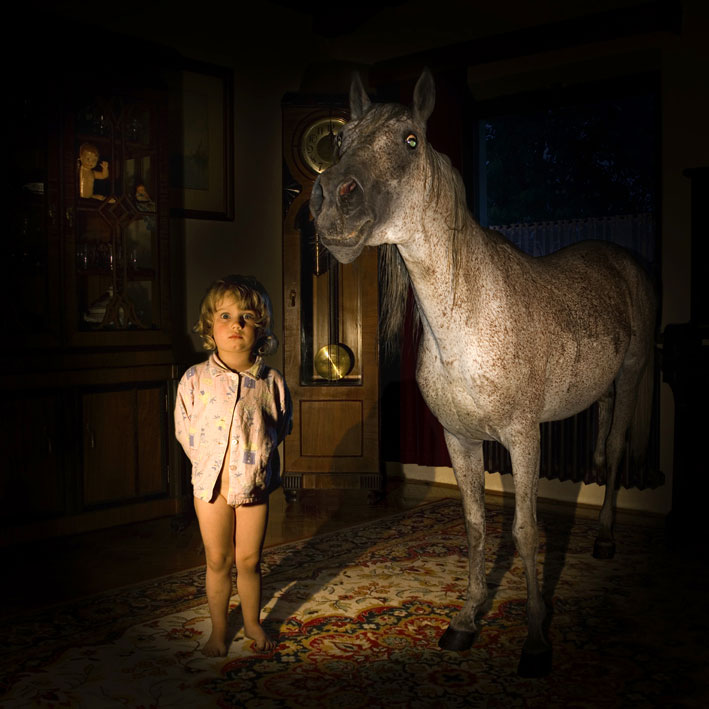
Barbora Balek: Noční přízrak – Kůň, 2009

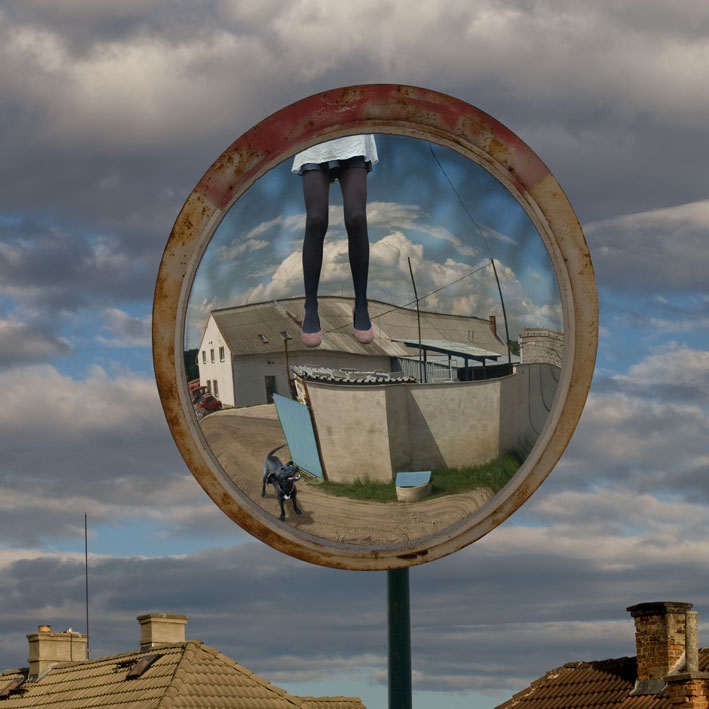
Barbora Balek: Denní přízrak – Stará Ves II., 2009

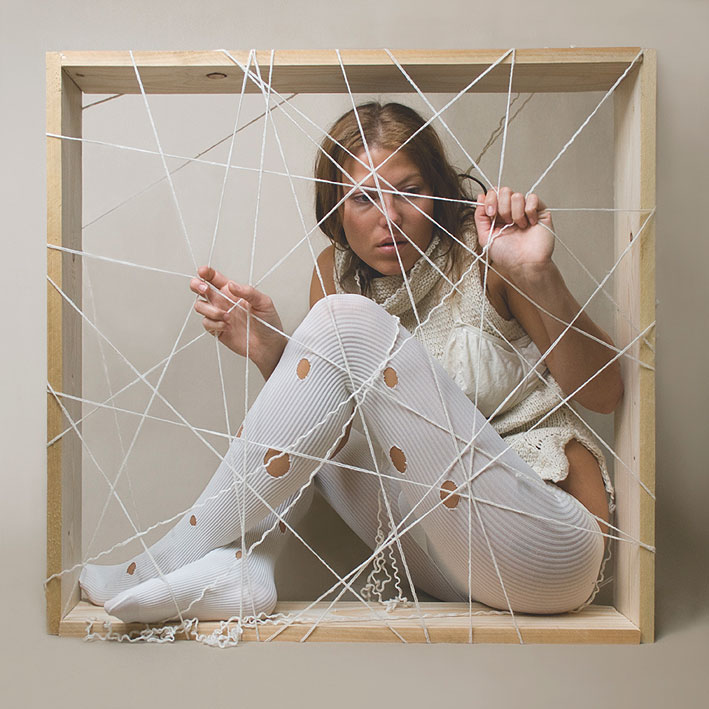
Barbora Balek: Babičky – Léčebna, 2010

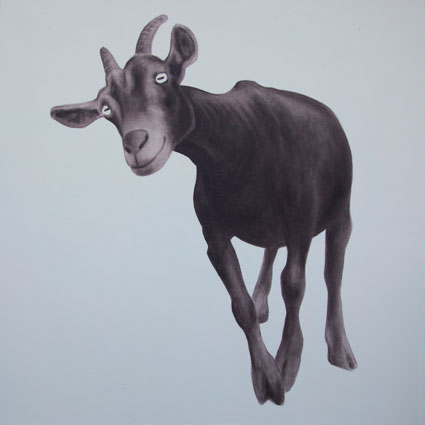
Barbora Balek: Koza, z cyklu Koza a jiné šelmy, akryl na plátně, 2011, 100x100 cm

Barbora Balek (* 4. března 1978 České Budějovice) je česká výtvarná umělkyně a fotografka. Ve své práci spojuje klasické prostředky malby a fotografie s novými médii. Různými vyjadřovacími prostředky zachycuje zejména prožívání a proměny lidské identity, často s akcentem na ženskou zkušenost. Sjednocujícím přístupem tvorby Barbory Bálkové je absurdní humor a parodie na jedné straně a na straně druhé specifická magičnost divadelní estetiky.

## Studia a pracovní život
Barbora Bálková studovala po gymnáziu na Pedagogické fakultě Jihočeské univerzity v Českých Budějovicích obor výtvarná výchova pro Základní umělecké školy a od třetího ročníku souběžně na Akademii výtvarných umění v Praze v ateliéru Vizuálních komunikací Jiřího Davida, v ateliéru Malby Vladimíra Skrepla a poslední tři roky v ateliéru Nových médií Veroniky Bromové. Absolvovala také stáž v dílně studiové fotografie Ruda Prekopa na FAMU v Praze. Na AVU promovala v roce 2006.
V roce 2005 byla nominována na cenu Essl. Zúčastnila se celé řady výstav, fotografických festivalů v Čechách i v zahraničí. Například Prague Photo, Prague Biennale Photo, Měsíc fotografie v Bratislavě, Daegu Photo Biennale v Koreji. V roce 2008 se její dílo Masky stalo logem mezinárodní fotografické přehlídky „Identite, Lyon septembre de la photographie“ ve Francii.

## Tvorba
Barbora Bálková vytváří ucelené koncepty, které vždy sledují určité stěžejní téma. Nejtypičtějším obsahem jejích fotografických sérií je téma individuální lidské identity, její prožívání a proměnlivost. Ve svém výtvarném díle kombinuje klasické prvky malby, kresby, fotografie a sochařství s principy nových médií. Jeho jádro tvoří téma individuální lidské identity, její zkušenost a proměnlivost v lidském životě. Jako angažovaná umělkyně se také zaměřuje na obecnější společenské a politické problémy z pohledu jednotlivce a kolektivní paměti.
V projektu Masky (2004–10) je na dvaceti analogických portrétních fotografiích zachycena její tvář se stále stejným neutrálním výrazem, ale vždy v jiné masce. Ta je utvořena většinou z běžných domácích propriet, jako je chleba, vejce, slanina, formy na vánoční cukroví, knoflíky, nebo třeba psí chlupy, či seno. Stejná tvář má tak někdy podobu uzavřené duše květů, pak zase melancholického rytíře, jindy vidíme poraněný obličej, nebo absurdního křehkého tvora. Z jednotlivé krásné tváře se tak v proměnách masek stává dvacetkrát jinak estetizované a dojemné monstrum, které nemá šanci se dorozumět se svým okolím.
| „                       | Maska sama o sobě mne zajímá jako cosi, co víceméně v přeneseném slova smyslu patří k našemu každodennímu životu. Je to forma zbraně, kterou užíváme za účelem obrany, ochrany, zastrašení, ale i vábení, zvýšení atraktivity, pobavení, zvýraznění emoce, demonstrace určité sociální role, postoje... | “ |
| — Barbora Bálková, 2011 | |   |

Prožívání identity se v projektech Barbory Bálkové projevuje i v zasazení do kontextu rodinné historie Babičky (2010) a nebo při zakotvení vlastní totožnosti do kontextu kraje a jeho zvláštního, někdy veselého kouzla Přízraky (2010), obrazy ze série Mezi světy. V těchto dílech Barbory Bálkové se odráží její jihočeský původ, vztah k místu, kde prožila dětství.
Denní a noční přízraky jsou imaginativní sondou do raných dětských vzpomínek. Noční přízraky znázorňují situace a činnosti, které nejsou běžné v zachycené noční hodině, ani neodpovídají fyzickému stáří jejich protagonistů. Jsou jakoby zmrazené v čase, v momentu překvapení, podobně jako když reflektory auta osvítí přes vozovku přebíhající zvěř a po oboustranném překvapení zůstane jen vzpomínka – vjem, jehož skutečnost se dá zpochybnit a nahradit možnou iluzorností mikrospánku, či považovat za výplod fantazie. V Denních přízracích otázku po reálnosti daného výjevu navíc rozostřuje fakt, že se vše odehrává na ploše dopravních pouličních zrcadel, které zrcadlící se události odkazují spíše na realitu snu, bludu, či dětské imaginace. Zneklidňující je i osamělost „přízračných jedinců“. Ti se své podivné činnosti věnují příliš samozřejmě. Jsou plně zaujati sami sebou ve své simultánní realitě, dokud si do ní ovšem nezasvítíme šajnící baterkou a jako divák vyplašené přízraky na okamžik neprolneme s realitou naší.
V jiných dílech Barbory Bálkové se v reflexích ženské identity objevují sny, archetypální symboly a prožívání posunutého vědomí Iluminata (2008). Fotografická série Iluminát v devíti obrazech zachycuje podstatné fáze v životě ženy od narození k smrti. V zobrazených námětech je záměrně akcentován rys magičnosti. K tomu jednak posloužila technika prosvícené fólie na průhledném perspexu, jednak metoda zpracování fotografie. Zvolené postupy výstižně reprezentují vnímání reality transformované holotropní zkušeností nebo realitu běžného snu. Oba tyto podvědomě fungující procesy produkují vize hovořící symbolickým, ale jasným jazykem. Lidská psychika má schopnost zjednodušovat obsahy těchto vizí do archetypálních schémat. Ta na sebe mohou brát historizující podoby a přesto zůstávat v současnosti a rámci naší kultury srozumitelná. V sérii Iluminát se autorka snažila přiblížit co nejlépe vizuální podobě těchto vjemů tak, že přetvořila normálně vnímanou skutečnost do jakéhosi kaleidoskopu barevných kontur tvořících okolo jednotlivých prvků luminiscenční síť, jež je propojuje s okolním prostorem.
Fotografický cyklus Evě Adam (2006) je parafrází tématu „o čem sní ženy“. Autorka inscenuje představy ideálního partnera a ideálního modelu soužití. Vyzvané aktérky ztělesňují sebe samé a zároveň se přestrojují za svůj mužský protějšek. Prostřednictvím digitální manipulace jsou pak tyto dvě entity spojeny do výjevu harmonického páru. Naznačené záměny pohlavní identity autorka odkazuje k jungovské teorii o přítomnosti mužské složky v ženě a ženské v muži, kdy uvědomění si opačného pohlaví v sobě samé má být zásadní podmínkou sebeuvědomění. Relativizace jedinečnosti a nezaměnitelnosti pohlaví souvisí s obecným rysem její tvorby, tj. že proměňuje vlastní identitu, zkoumá různé společenské a generové[kdo?] role.
Autorka vlastně provádí konkretizaci abstraktních identit typu „ideální partner“ nebo „šťastný partnerský život“. Nečiní tak doslovně, dogmaticky, ani v duchu revolty a nesouhlasu vůči tělesné danosti či citové nerovnováze mezi tzv. mužským a ženským světem, ale s humorem, nadsázkou a (sebe) ironií – hrou na téma vlastní identity.
Fotografický záznam milostné dvojice je komponován ve třech okruzích: výjev ze společné domácnosti, portrét svatebního páru a portrét aktérky coby muže. Projektu se zúčastnilo osm žen, přičemž dramaturgie domácí scény a podoba ideálního partnera vychází z jejich individuálních představ. Výjevy jsou situovány do prostoru jejich skutečných domácností, což fikční model propojuje se sociální autenticitou. Také role muže nevznikala náhodně, autorka stanovila pravidlo, že pro lepení vousů bude využito pubické ochlupení příslušných modelek a jejich mužské jméno odpovídá tomu, jaké jim zamýšleli dát rodiče, kdyby se narodily jako chlapec.“
Ve fotografickém konceptu Ovoce (2002), souboru vlastních uměleckých aktů, jejichž minimální erotičnost je zjemněná napodobováním tvarů ovocných plodů.
V projektu – respektive na fotografii – Spolucestující (2011) Bálková zkoumá identitu odosobněnou ve veřejném dopravním prostředku, konkrétně v pražském metru. Všímá si přitom zvláštního druhu sounáležitosti bezejmenných spolucestujících, které vedle sebe klade do jedné řady dlouhé jako samotná souprava metra.
Ve stejné době jako projekt Metro vznikl i koncept Luminiscence neboli Koza a jiné šelmy (2011). Je to soubor obrazů zdánlivě infantilně ztvárněných zvířat, vyvedených luminiscenční barvou tak, aby ve tmě magicky světélkovaly. Každé zvíře má svoji specifickou identitu a zřejmě i své sebeprožívání. Ve ztemněném prostředí odkazují obrazy na tajemné kresby zvířat prehistorických umělců na stěnách jeskyní.

## Výstavy a publikace
Barbora Bálková měla za svoji dosavadní kariéru na dvacet samostatných výstav a zúčastnila se desítek výstav kolektivních. Ke svým výstavám vydala Barbora Bálková tři publikace: I mag i ne (2005), Fotoprojekty 2002/2009 (2009) a Přízraky (2010). Týdeník Reflex publikoval v roce 2010 projekt parodický projekt „Volební kampaň“ a věnoval mu i titulní stranu. V roce 2011 vyšel ve speciálním čísle Reflexu i projekt „Masky“ převedený do formátu 3D.

### Zastoupení v katalozích
- Essl award, 2005, Edition Sammlung Essl, Klostenburg/Vienna
- AVU diplomanti, 2006, Praha
- Praguebiennale 3, 2007, FlashArt
- AVU 18, 2007, Praha
- Šestka / Six, 2007, Praha
- Autoportrét v Českém umění 20. a 21. století, Valstimil Tetiva, 2008, AJG, České Budějovice
- Jihočeský výlov, Miro Švolík, 2008, České Budějovice
- Identity PH9 Lyon Biennale, 2008, Lyon
- Prague Photo, 2009, Praha
- Praguebiennale 4, 2009, FlashArt, Praha
- Daegu Photo Biennale, 2010, Kim Sung-hoon, Walter Bergmoser, Soul

### Samostatné výstavy (výběr)
- 2004 – 4 tváře ženy, Galerie Louvre, Praha
- 2005 – i mag i ne, Galerie Měsíc ve dne, České Budějovice
- 2006 – Diplomová práce, Moderní galerie AVU, Praha
- 2007 – Evě Adam, BKC, Galerie mladých, Brno
- 2008 – Vlčí máky, Galerie Doubner, Praha
- 2008 – Iluminata, Galerie FotoGrafic, Praha
- 2009 – Evě Adam, Galerie Bazilika, České Budějovice
- 2009 – Mezi světy, Galerie Decada, Praha
- 2010 – Přízraky, Galerie FotoGrafic, Praha
- 2011 – Masky, GambitPhoto, Praha
- 2011 – Masky, České centrum, Sofie, Bulharsko
- 2012 – Přízraky, Galerie nahoře, České Budějovice
- 2013 – Babičky, Galerie FotoGrafic, Praha
- 2014 – Šikmoplocha, Galerie UFFO, Trutnov
- 2015 – Odnikud nikam, Galerie FotoGrafic, Praha
- 2015 – Přízraky, České centrum, Paris Photo, Photo Saint-Germain, Paříž, Francie
- 2016 – Odvrácená strana ráje, Galerie Mariánská, České Budějovice
- 2016 – Sametové podzemí, Artinbox, Praha / s Kurtem Gebauerem a Richardem Cortézem
- 2017 – Odnikud nikam, Moving Station, Plzeň
- 2017 – Bílý obraz, Michal’s collection Gallery, Praha / s Pavlem Vašíčkem
- 2018 – Noční můra pandy velké, GASK, Kutná Hora
- 2021 – Kunstkabinet, Artinbox, Praha

### Kolektivní výstavy (výběr)
- 2000 – South Face, Galerie Měsíc ve dne, České Budějovice
- 2001 – První a poslední, Galerie Václava Špály, Praha
- 2003 – …m2, Galerie Václava Špály, Praha
- 2004 – BaRaKa, Dům umění, Opava
- 2004 – Mladé umění z Čech, BaRaKa, Neunzehn grad Galerie, Kiel, Německo
- 2005 – Essl Award, Moderní galerie AVU, Praha
- 2005 – Desire, Galerie UMPRUM, Praha
- 2006 – Diplomanti AVU, Veletržní palác, Národní galerie, Praha
- 2006 – Šestka, Nová média, PHP, Praha
- 2007 – Prague biennale 3, Karlin hall, Praha
- 2007 – AVU 18, Veletržní palác, Národní galerie, Praha
- 2007 – Měsíc fotografie, Bratislavský hrad, Bratislava, Slovensko
- 2007 – Ikony všedního dne, Galerie Trafo, Praha
- 2008 – Mladí a nadějní, Solnice, České Budějovice
- 2008 – Mladé české fotografky, Národní divadlo moravskoslezské, Ostrava
- 2008 – Autoportrét, AJG, Hluboká nad Vltavou
- 2008 – Identité, Bibliothéque, Lyon septembre de la photographie, Lyon, Francie
- 2008 – Autoportrét v českém výtvarném umění 20.-21. století, GMU, Hradec Králové
- 2009 – Identita, Varšavský festival fotografie, Galerie Luksfera, Varšava, Polsko
- 2009 – Identita mladých českých fotografek, Maďarský dům fotografie, Budapešť, Maďarsko
- 2009 – Prague photo, Výstavní síň Mánes, Praha
- 2009 – Prague biennale 4, Karlin hall, Praha
- 2009 – Kulanshi art center Palace of Peace and Accord, Astana, Kazachstán
- 2009 – Současné české umění, Paralelní směry III, Heritage, Moskva, Rusko
- 2010 – Plat(t)form 10, Fotomuseum, Winterthur, Švýcarsko
- 2010 – Daegu Photo Biennale, Tegu, Korea
- 2011 – Plovdivská setkání fotografie, Plovdiv, Bulharsko
- 2012 – Žena, Galerie Ladislava Sutnara, Plzeň
- 2013 – Vnitřní okruh, Městská knihovna, GHMP, Praha
- 2013 – Fórum mladé umění, Galerie města Plzně, Plzeň
- 2014 – Reprezentace dobra, Trafačka, Praha
- 2015 – Reprezentace rozkladu, Galerie Artatak
- 2015 -Ticho, dočasná analýza, Galerie Industra, Brno
- 2015 – Skvělý nový svět, DOX, Praha
- 2015 – Přízraky, České centrum, Paris Photo, Saint-Germain, Paříž, Francie
- 2016 – Feminine!, Artinbox Gallery, Praha
- 2016 – Ghost a Mediums, Château du Rivaou, Lémeré, Francie
- 2016 – F! Festival, Ex Mosilana, Brno
- 2018 – Nakop nás anděl, White room, Pragovka, Praha
- 2019 – Já, žena, M art galerie, Jekatěrinburg, Rusko
- 2019 – Nepředvídaná informace, Muzeum fotografie, Jindřichův Hradec
- 2019 – Nepředvídaná informace, Gross Siegharts, Rakousko
- 2019 – Prague Photo, Praha
- 2019 – Consciousness, Anima Mundi, Palazzo Ca’ Zanardi, Benátky, Itálie
- 2019 – Smrtka NOW, DSC gallery, Prague
- 2019 – Svatá Anežko, všichni svatí, orodujte za nás, Artinbox Gallery, Praha
- 2019 – Modern Panic X, Truman Brewery, Londýn, Velká Británie
- 2021 – Vanitas, DOX, Praha

## Galerie

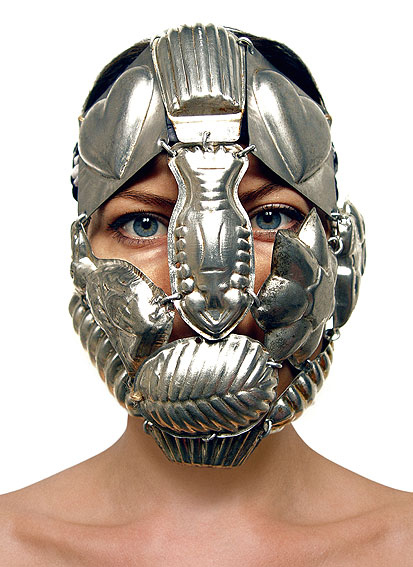
Masky – Brnění, 2005
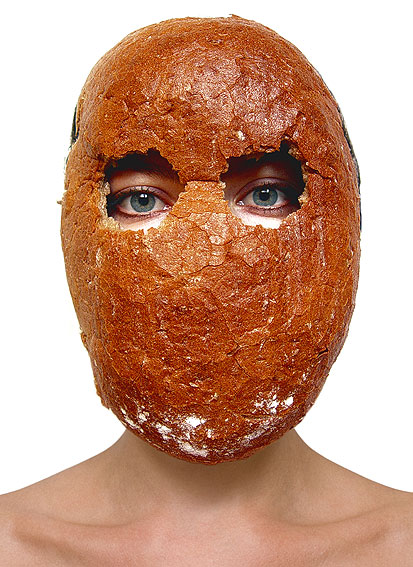
Masky – Chleba, 2005
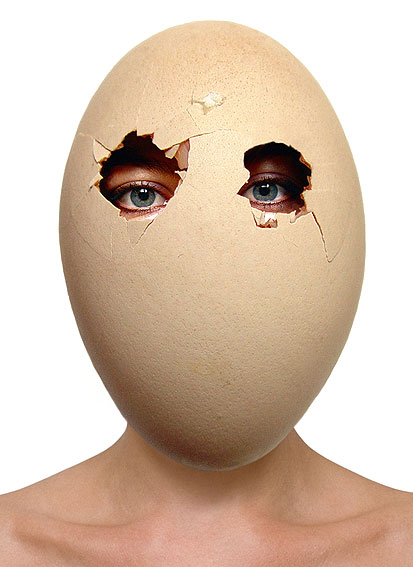
Masky – Slepice nebo vejce?, 2005
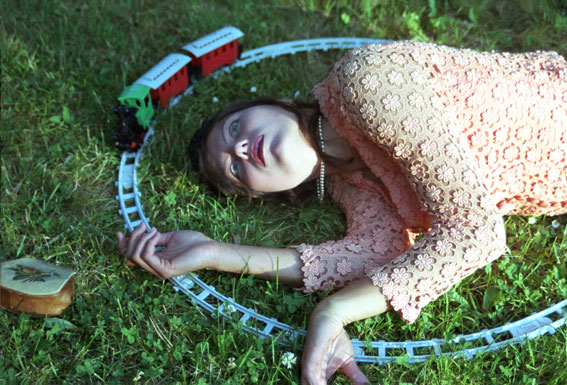
Sebevraždy – Anna Karenina
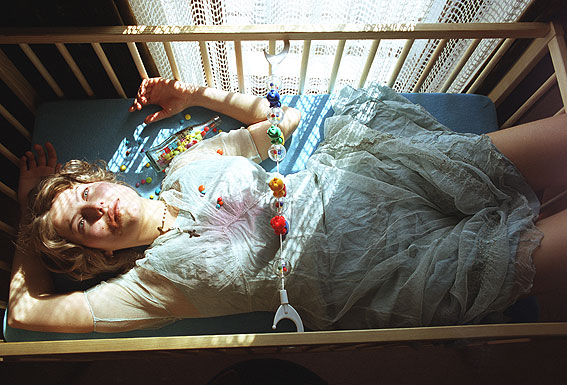
Sebevraždy – Paní Bovaryová, 2004
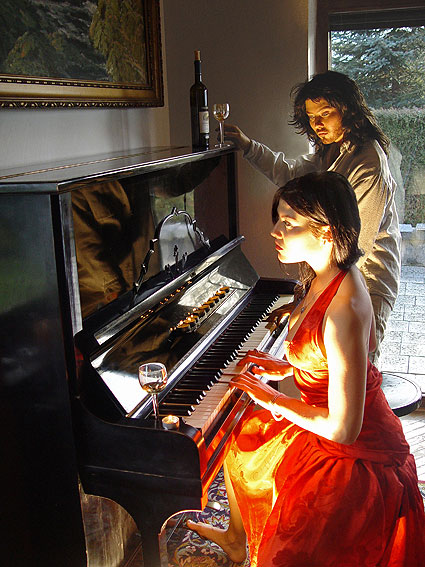
Ideální situace – Budeme hrát na piano, 2006
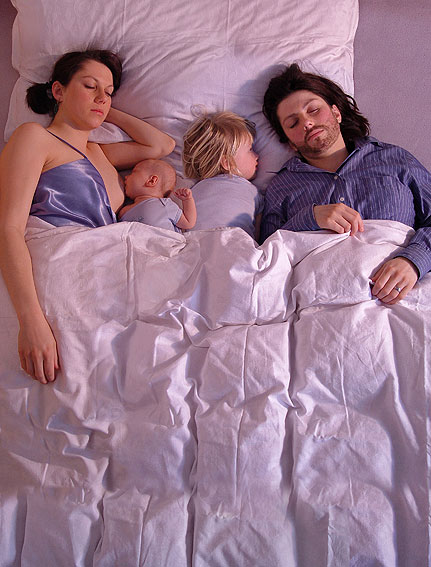
Ideální situace – Budeme všichni spát, 2006
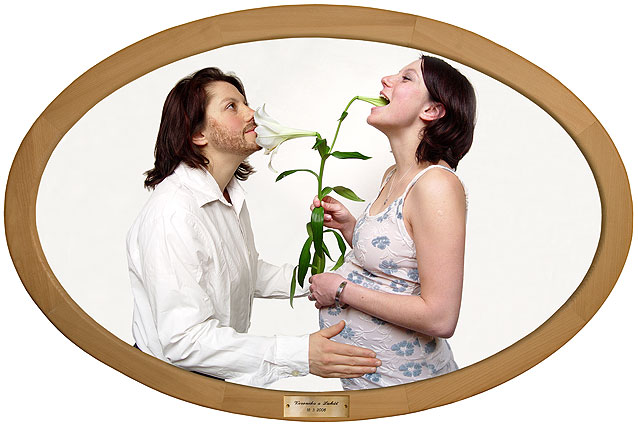
Svatební portrét, 2006
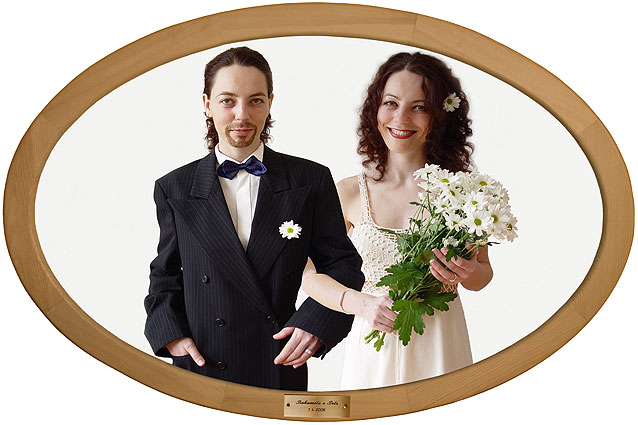
Svatební portrét, 2006
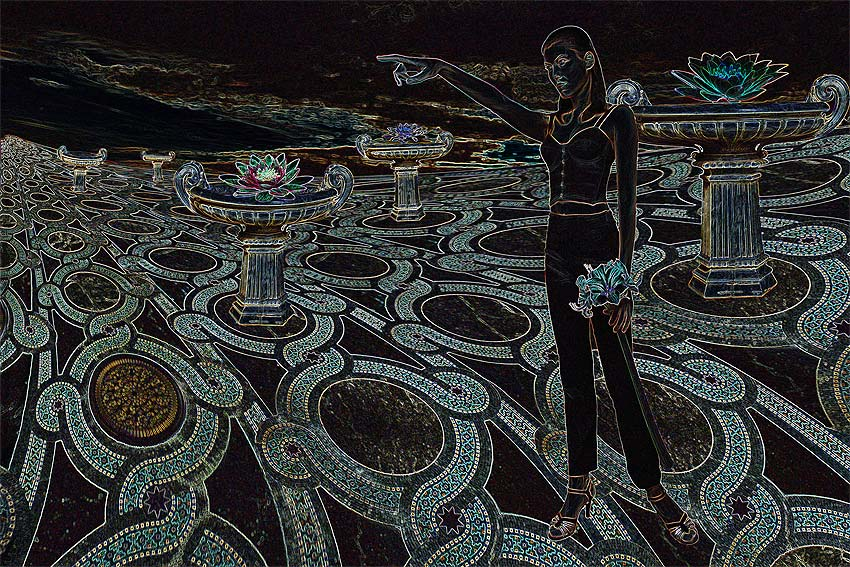
Iluminata – Smrt, 2008
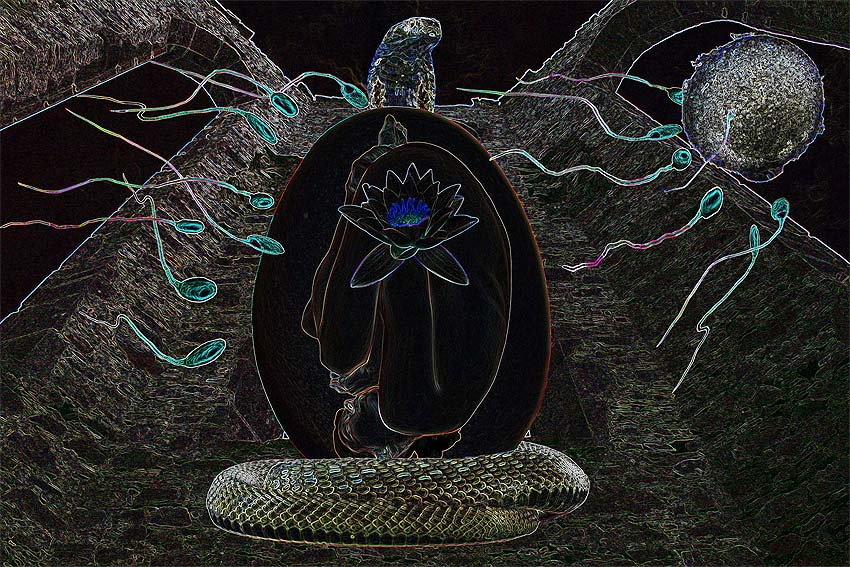
Iluminata – Pre natal, 2008
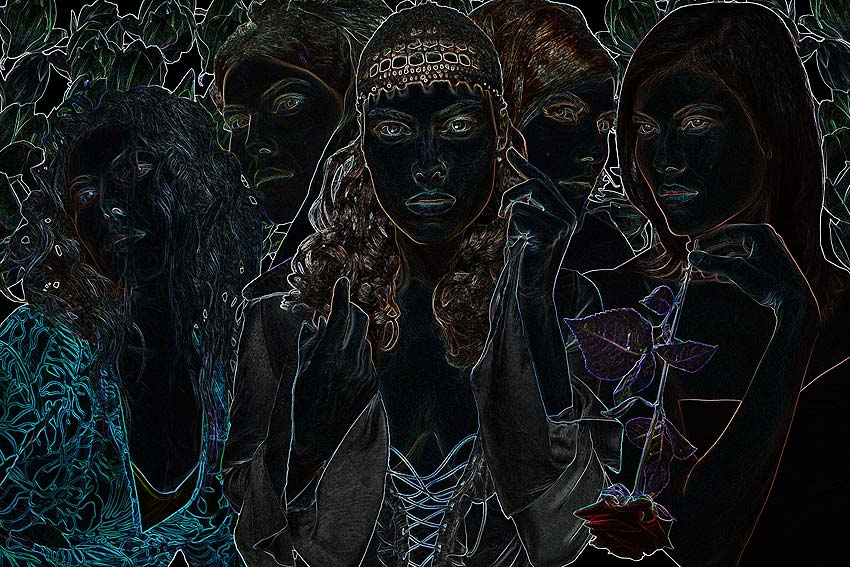
Iluminata – Sub Rosa, 2008
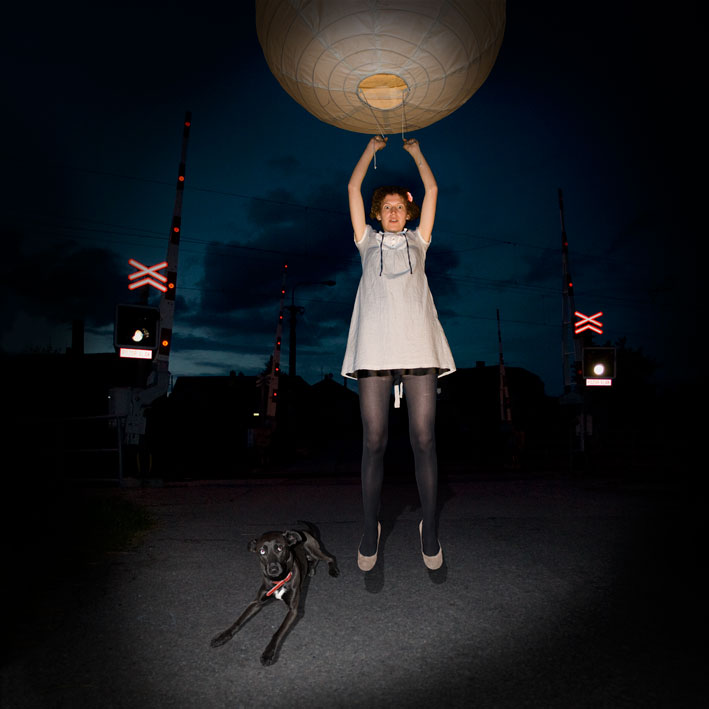
Noční přízraky – Lampión, 2009
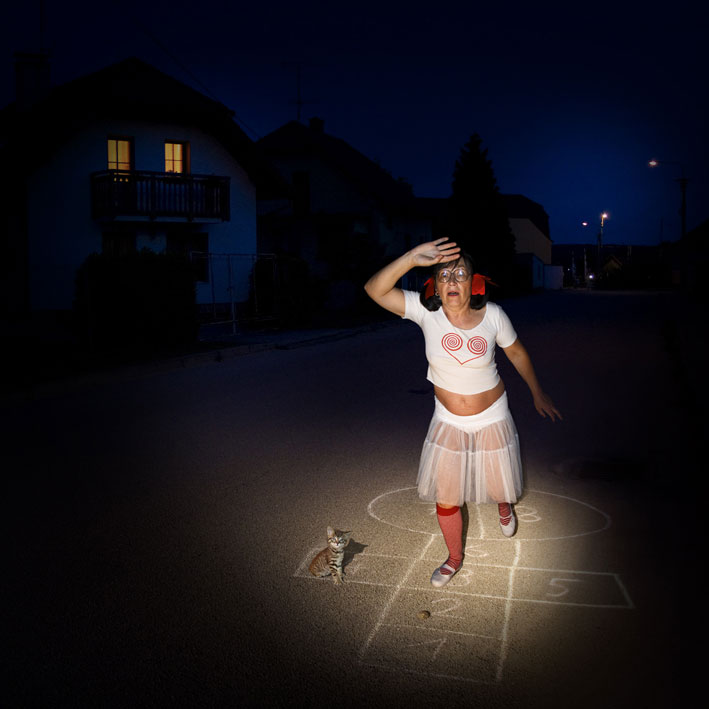
Noční přízraky – Panák, 2009
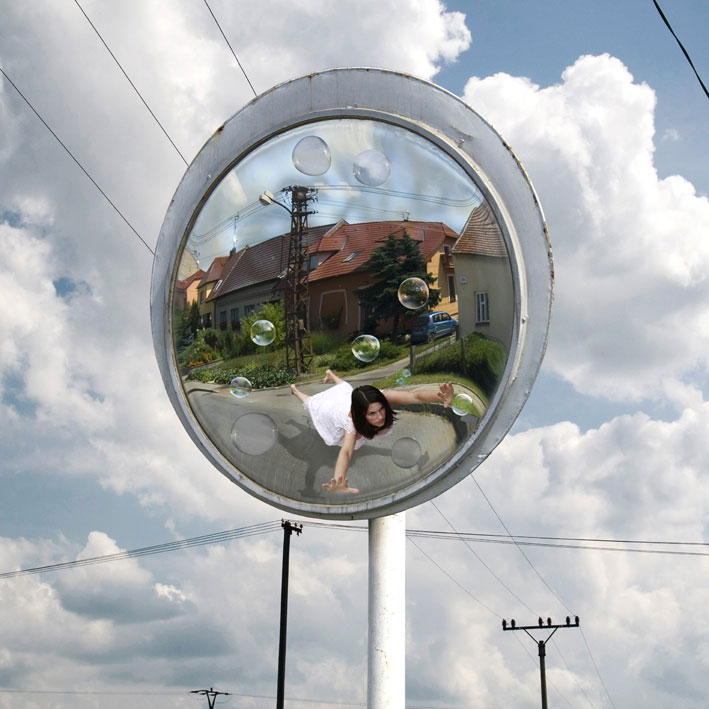
Denní přízraky – Nivnice, 2009
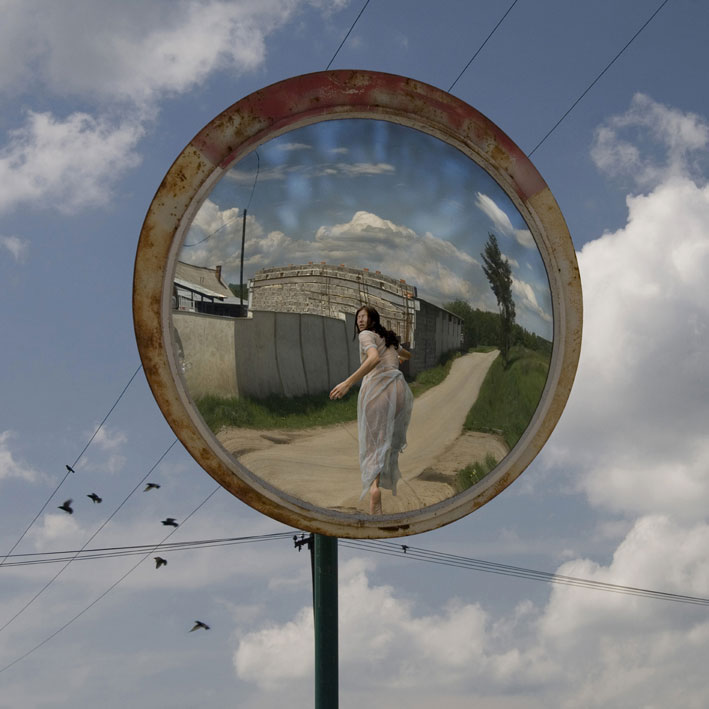
Denní přízraky – Nová Ves, 2009
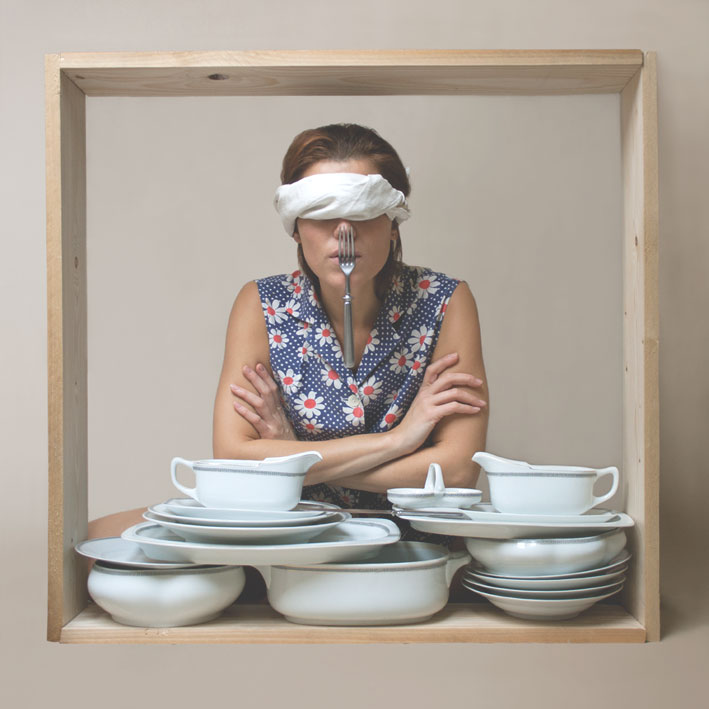
Babičky – Domácnost, 2010
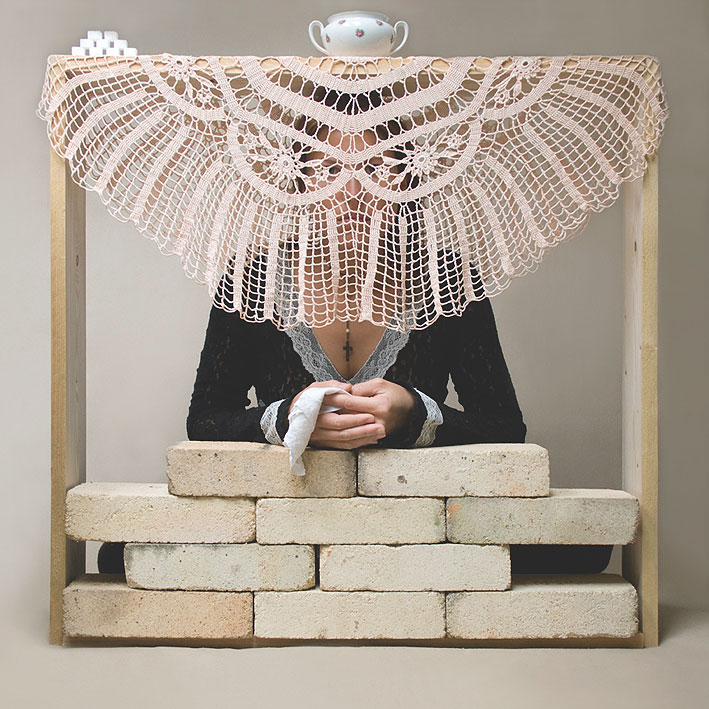
Babičky – Práce, víra, nemoc , 2010
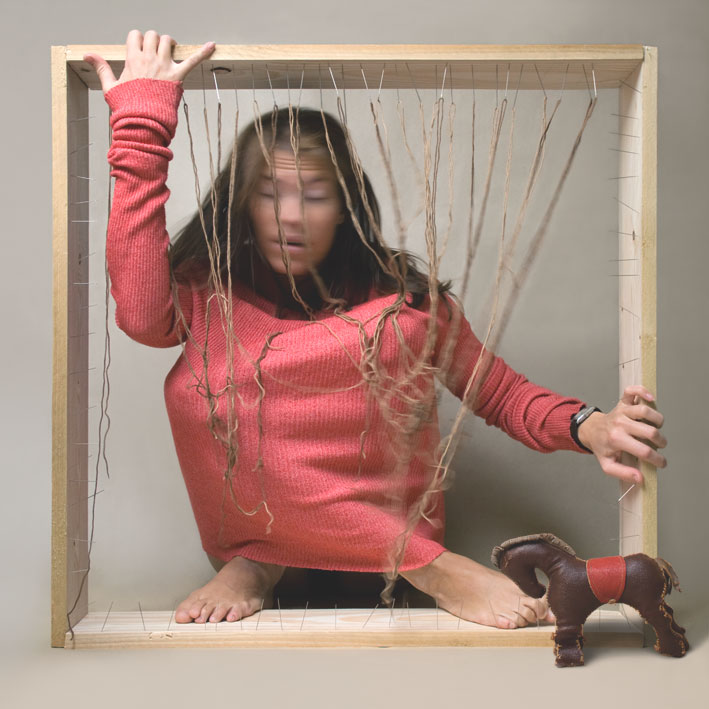
Babičky – Práce, předzvěst nemoci, 2010
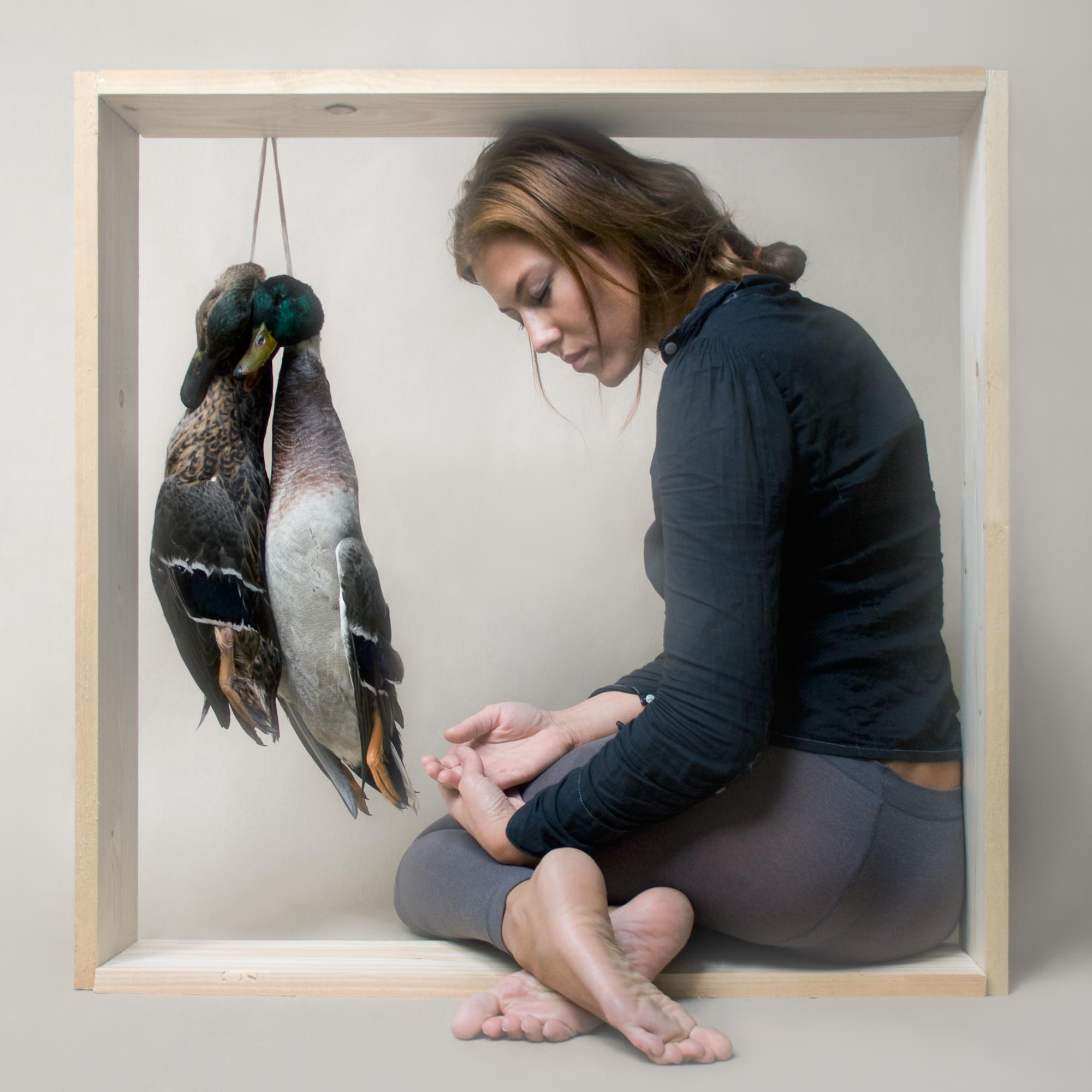
Babičky – Smrt dědečka, 2010

## Galerie obrazů

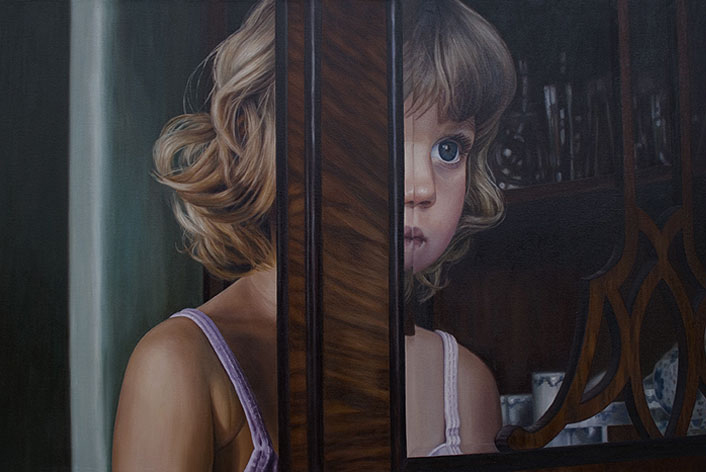
Z cyklu Identita, olej na plátně, 2010, 100x120 cm
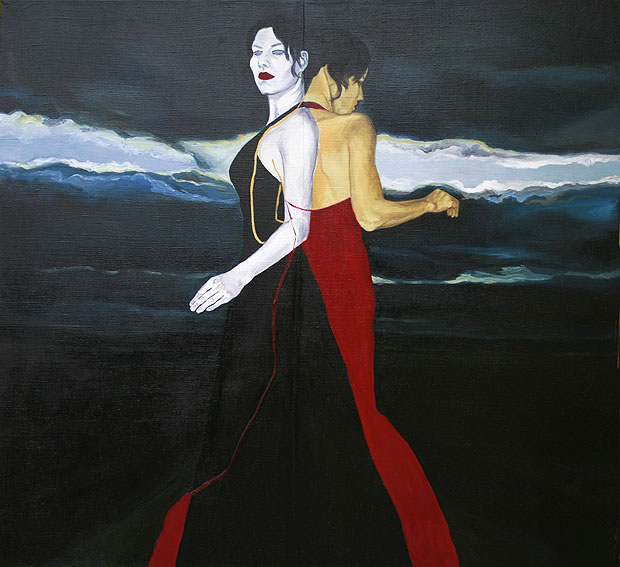
Z cyklu Mezi světy, Tanec života a smrti, 2007, 120x130 cm
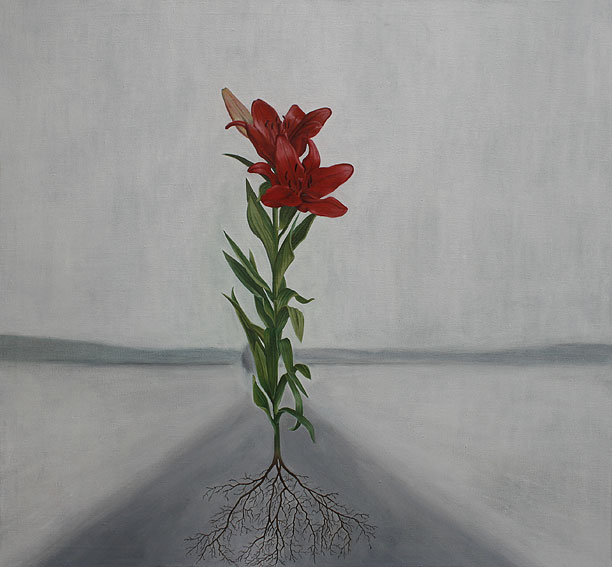
Zimní mlhy
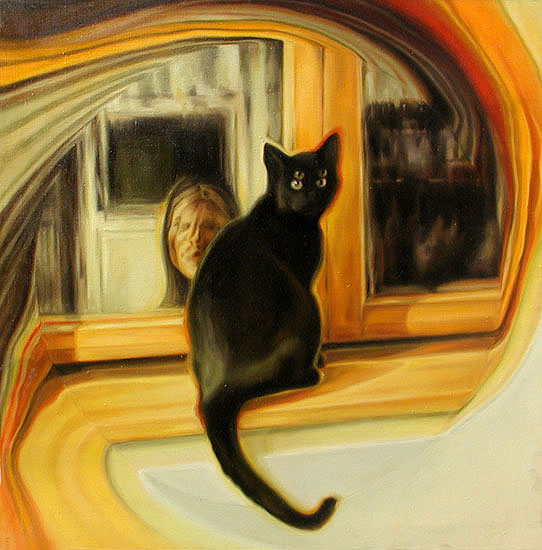
Bosorka, 2002, z cyklu Okna
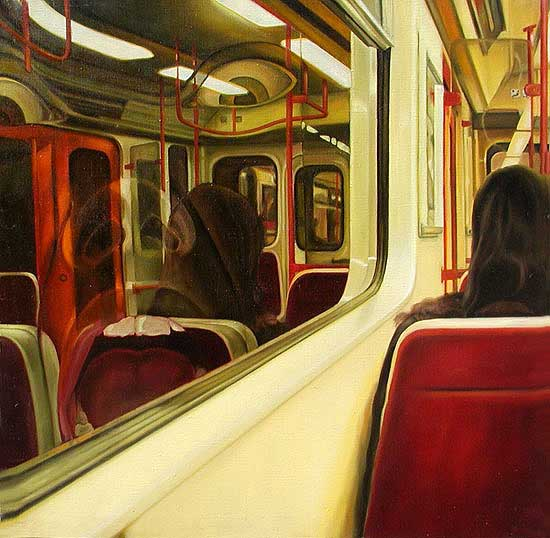
Metro, 2002, z cyklu Okna
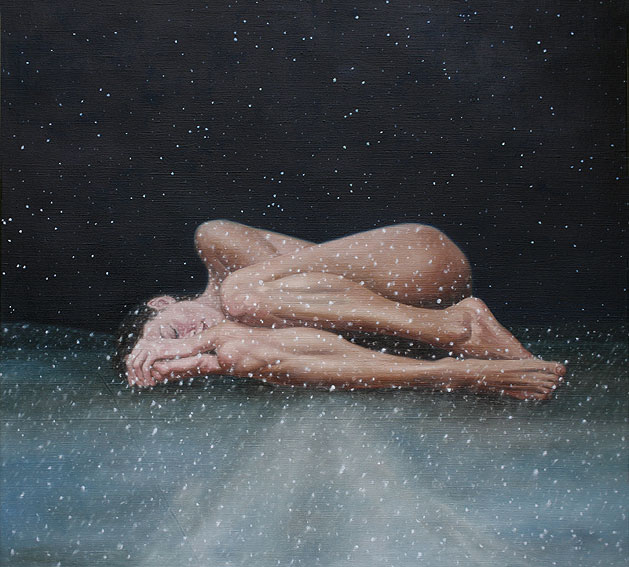
Z cyklu Mezi světy, Vločky a hvězdy, 2007, 120x130 cm